# Allison Iraheta

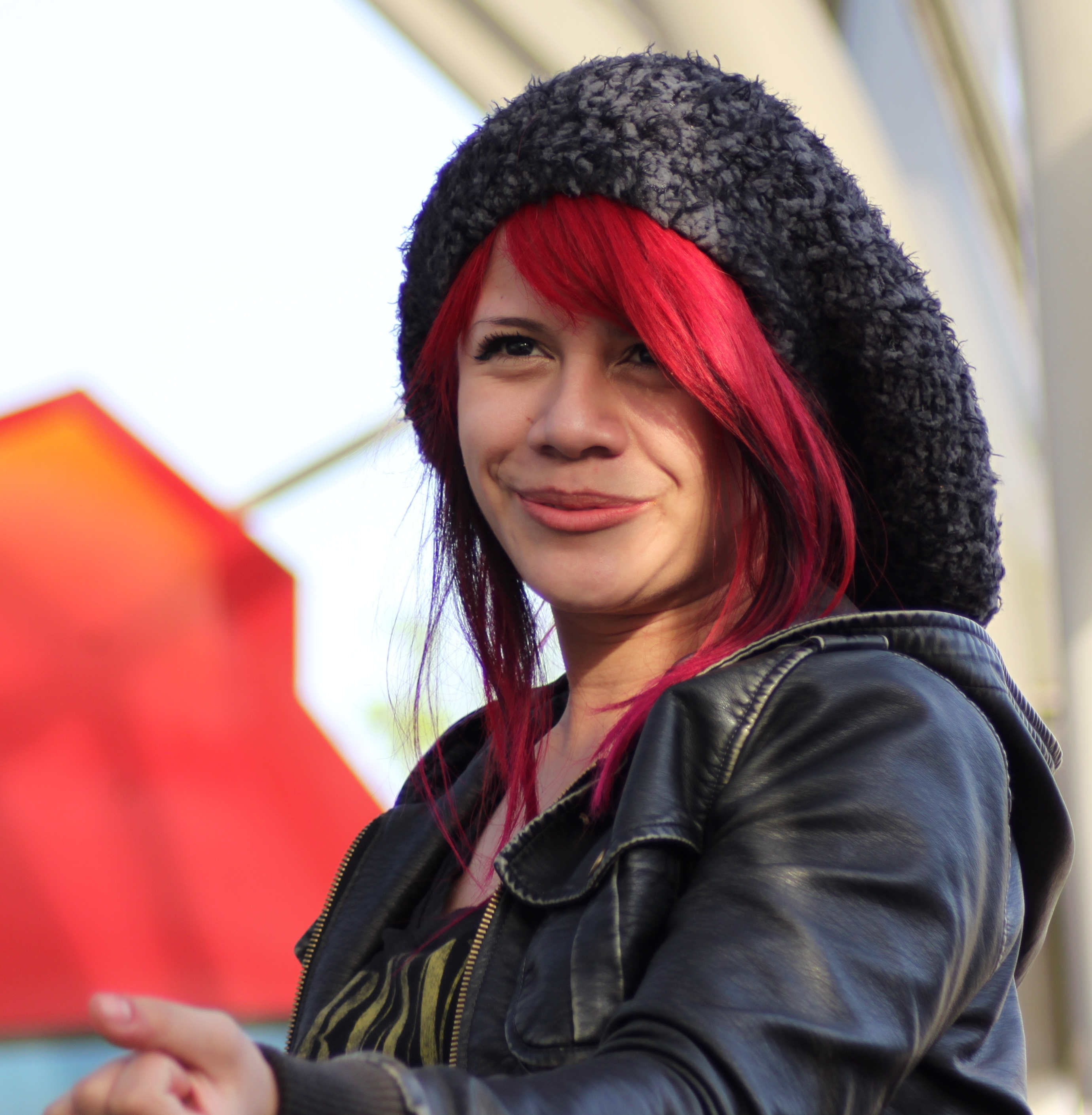
Allison Iraheta

Allison Iraheta (* 27. April 1992 in Glendale, Kalifornien) ist eine US-amerikanische Pop-Rocksängerin.

## Biografie
Irahetas Eltern stammen aus El Salvador, sie immigrierten vor ihrer Geburt in die USA. Ihre ersten musikalischen Erfolge hatte sie in der spanischsprachigen Gemeinde in Kalifornien. Im Jahr 2006 gewann sie den Gesangswettbewerb Quinceañera: Mamá Quiero Ser Artista (deutsch: Fünfzehn Jahre: Mama, ich möchte ein Künstler sein; siehe auch Quinceañera) des spanischsprachigen Fernsehsenders Telemundo. Drei Jahre später nahm sie an der achten Staffel der Castingshow American Idol teil und wurde Vierte. Daraufhin nahmen sie 19 Entertainment und Jive Records unter Vertrag. Am 1. Dezember 2009 veröffentlichte Iraheta ihr Debütalbum Just Like You in den USA. Es erreichte Platz 35 der Billboard 200 Charts.

## Diskografie
Alben
- Just Like You (2009)

Singles
- Slow Ride (Allison Iraheta & Adam Lambert, 2009)
- Friday I'll Be over U (2009)
- Scars (2010)
- Don't Waste the Pretty (feat. Orianthi) (2010)